# Hailey Swirbul
Hailey Swirbul, née le 10 juin 1998, est une fondeuse américaine.

## Biographie
Originaire d'El Jebel, au Colorado et commençant au club d'Aspen, elle prend part à ses premières courses officielles de la FIS en 2013 et à son premier championnat du monde junior en 2015. Aux Championnats du monde junior 2017, à Soldier Hollow, elle décroche sa première médaille avec le bronze sur le relais. Lors des  Championnats du monde junior 2018, à Goms, elle ajoute deux médailles à sa collection : l'argent au cinq kilomètres classique et le bronze au skiathlon et devient donc la fondeuse américaine la plus médaillé de tous les mondiaux juniors.
Lors de la saison 2018-20919, Swirbul gagne plusieurs compétition saux États-Unis, monte sur trois podiums de la Coupe OPA et est appelée pour ses débuts dans la Coupe du monde à Dresde sur un sprint.
En décembre 2019, elle marque son premier point en Coupe du monde avec une trentième place au sprint de Davos, avant de se classer 21e le lendemain sur le dix kilomètres classique. En janvier 2020, elle devient championne des États-Unis sur le sprint et le vingt kilomètres classique.
Après deux top vingt au début de la saison 2020-2021, l'Américaine prend la troisième place du dix kilomètres libre de Davos, remporté par sa compatriote et partenaire d'entraînement Rosie Brennan et monte donc sur son premier podium en Coupe du monde,.
En 2021, elle prend part à son premier championnat du monde à Oberstdorf, faisant partie du relais qui termine quatrième.
Son frère Keegan est un coureur cycliste professionnel.

## Palmarès

### Championnats du monde
| Épreuve / Édition        | Sprint                           | Sprint    | 10 km | 10 km                            | Skiathlon 2 × 7,5 km | 30 km | Relais | Relais   |
| Épreuve / Édition        | libre                            | classique | libre | classique                        | Skiathlon 2 × 7,5 km | 30 km | Sprint | 4 × 5 km |
| Mondiaux 2021 Oberstdorf | Épreuve inexistante à cette date | -         | -     | Épreuve inexistante à cette date | 37e                  | 26e   | -      | 4e       |

Légende :
- : pas d'épreuve
- — : Non disputée par Swirbul

### Coupe du monde
- Meilleur classement général : 23e en 2021.
- 1 podium individuel : 1 troisième place.
- 1 podium en relais : 1 troisième place.

#### Classements par saison
| Saison / Épreuve | Général | Général | Distance | Distance | Sprint | Sprint |
| ---------------- | ------- | ------- | -------- | -------- | ------ | ------ |
| Saison / Épreuve | Place   | Points  | Place    | Points   | Place  | Points |
| 2020             | 77e     | 24      | 59e      | 17       | 75e    | 7      |
| 2021             | 23e     | 268     | 21e      | 161      | 30e    | 55     |

### Championnats du monde junior
- Soldier Hollow 2017 :
  -  Médaille de bronze du relais.
- Goms 2018 :
  -  Médaille d'argent du cinq kilomètres classique.
  -  Médaille de bronze du skiathlon.